# Signe Brunnström
Signe Brunnström (nascida Anna Signe Sofia Brunnström; 1898-1988) é uma fisioterapeuta, cientista e educadora sueco-americana conhecida por ter descoberto a sequência de estágios de recuperação de hemiplegia após um acidente vascular cerebral, que mais tarde veio a ser chamada de Abordagem de Brunnström. Além disso, também é conhecida por suas observações sobre a sustentação do peso sobre a coxa e o pé humanos.

## Biografia
Brunnström nasceu no castelo militar de Estocolmo em 1 de janeiro de 1898. Era a segunda filha de Edwin Brunnstrom, um militar, e Hedwig. Aos 16 anos, foi para o Upsala College onde estudou ciências, geografia, história e ginástica. Em 1917, entrou no Instituto Real de Ginástica, em Estocolmo, onde aprendeu técnicas médicas que eram conhecidas como "método sueco". Em 1919, formou-se e recebeu o título de Gymnastikdirektor. Em 1920, Brunnström foi para a Suíça onde, em 1921, criou o Instituto Sjugymnastik em Lucerna. Sendo reconhecida pelo tratamento de crianças com escoliose e poliomielite, mudou-se para Nova York em 1927 e começou a trabalhar no Hospital for the Ruptured and Crippled como terapeuta. Também atuou como professora na Metropolitan Life Insurance Company. Brunnström também é conhecida por seu trabalho fisioterapêutico com mulheres trabalhadoras. Em 1931, juntou-se ao Barnard College, onde estudou química e inglês. Mais tarde, obteve o grau de mestre em educação e fisioterapia pela Universidade de Nova York. Em 1934, obteve a cidadania americana. Signe Brunnström morreu em 1988, nos Estados Unidos.

## Trabalhos
Brunnström publicou seu primeiro artigo, Faulty Weight Bearing with Special Reference to the position of the Thigh and the foot, em 1935. Depois, escreveu vários artigos acadêmicos, resenhas de livros, filmes e livros didáticos sobre próteses para treinamento, cinesiologia e terapia do movimento. Ela também traduziu obras de famosos cinesiologistas americanos e europeus.